# Onopordum
Onopordum là một chi thực vật có hoa trong họ Cúc (Asteraceae).

## Loài
Chi Onopordum gồm các loài: